# Peter Hilse
Peter Hilse (Friburgo, 8 de mayo de 1962) es un exciclista alemán, profesional entre 1985 y 1992, cuyos mayores éxitos deportivos los logró en la Vuelta a España, donde conseguiría 1 victoria de etapa en la edición de 1989. 

## Palmarés
| 1983 - Tour de Düren 1985 - 3.º en el Campeonato de Alemania en Ruta 1986 - 2 etapas en la Vuelta a Andalucía - Clásica de Ordizia - Barcelona-Andorra - 2.º en el Campeonato de Alemania en Ruta 1987 - Campeonato de Alemania en Ruta - Subida al Naranco - 1 etapa en la Semana Catalana | 1989 - 1 etapa en la Vuelta a España - Subida al Naranco - 2.º en el Campeonato de Alemania en Ruta 1990 - Vuelta a Cantabria - 1 etapa en la Vuelta a Burgos 1991 - 1 etapa en la Vuelta a Andalucía |